# Región Chorotega
La Región Chorotega es una región socioeconómica en la parte noroccidental de  Costa Rica. Corresponde a la totalidad de la provincia de Guanacaste, siendo por lo tanto una de las subdivisiones más grandes del país (con una superficie de 11.721,38 km²). Su ciudad más importante es Liberia.
La Región Chorotega está formada por los cantones de la provincia de Guanacaste: Liberia, Nicoya, Santa Cruz, Bagaces, Carrillo, Cañas. Abangares, Tilarán, Nandayure, La Cruz y Hojancha. Upala y Lepanto son incluidos dependiendo del contexto. 
Limita al norte con Nicaragua, al este con la Región Huetar Norte, al oeste y sur con el Océano Pacífico, y al sureste con la Región Pacífico Central.

## Aspectos Físicos
El relieve de la Región Chorotega incluye a la Cordillera Volcánica de Guanacaste, llanuras del Tempisque, cerros de Nicoya y llanuras costeras.
Guanacaste es el nombre del árbol nacional del país (Enterolobium cyclocarpum). Su terreno es plano, accidentado por la Cordillera de Limon hacia el límite con Alajuela, con elevaciones entre los 500 y 1000 m s. n. m., y con algunas zonas altas en la Península de Nicoya. En su división política se presentan 11 cantones. El potencial económico de Guanacaste radica en la ganadería y el turismo, ya que sus playas son de gran atractivo escénico y su clima caliente es ideal.
La temperatura media anual de Guanacaste oscila entre 26 y 33 °C en la parte baja, y entre 9 y 11 °C en la parte alta, siendo la zona del Arenal la más fría y húmeda.
La precipitación anual de Guanacaste está entre 1 500 y 2 000 mm, y se da una estación seca desde noviembre hasta mediados de mayo, la cual crea las condiciones para el bosque tropical seco, como una adaptación natural a la sequía en esos meses. Es una provincia rica en biodiversidad gracias a estas condiciones climáticas, encontrándose paisajes como llanuras, bosques secos, bosques lluviosos, montañas, volcanes y playas.
Las playas de Guanacaste, además de ser escenario de extraordinarios atardeceres, son muy populares en Costa Rica, incluyen Playa Hermosa, Playas del Coco, Tamarindo, Langosta y Avellana entre otras.
En la Cordillera de Guanacaste se ubican los volcanes: Orosí, Rincón de la Vieja, Miravalles y Tenorio; y en la Cordillera de Tilarán el volcán Arenal.

## Aspectos Sociales
A pesar de ser una región con un gran potencial turístico, presenta un nivel de desempleo relativamente elevado, aunque cercano a la media nacional.

## Economía
- Sector Primario:
- Se desarrolla la agricultura de granos básicos (arroz, frijol, maíz, algodón, caña de azúcar).
- Ganadería de engorde
- Silvicultura
- Productos no tradicionales (Cardamomo, semillas de girasol, melón, mangas y cítricos.)
- La actividad pesquera artesanal es un 60 %.
- La semiindustria  es de un 80%.
- Sector Secundario:
- Se produce cemento, energía hidroeléctrica y geotérmica.
- Tres plantas hidroeléctricas Arenal, Corobicí  y Sandillal genera más del 50% de la energía producida en el país.
- Sector Terciario:
- El turismo y ecoturismo con la principal atracción (Playa hermosa, Tamarindo y Samara)

Según datos del Instituto Nacional de Estadísticas y Censos, el ingreso promedio por hogar fue de 811.253 colones mensuales en 2017 (aproximadamente US$1.423 mensuales). Mostró una disminución de -0.8% respecto al año 2016.

## Problemáticas
- Desempleo (la tasa alcanzaba el 5,9% en el 2005).
- Desequilibrio Urbano y precarismo.
- Orero y Deforestación.
- Contrabando de drogas
- Infraestructura subdesarrollada
- Prostitución